# Corvina (zespół muzyczny)
Corvina – węgierska grupa muzyczna, działająca w latach 1970-1978.

## Historia
Grupa została założona w Budapeszcie w 1970 roku przez dwóch członków grupy Rangers: Gábora i Rezső Soltészów. Nazwa grupy pochodzi od Bibliotheca Corviniana założonej przez Macieja Korwina. Muzyka grupy nosiła cechy popu, mimo pojawiających się, szczególnie na pierwszym albumie – rockowej gitary Ferenca Szigetiego oraz fletu Gábora Soltésza. Ukazały się trzy albumy studyjne zespołu na Węgrzech i jeden w Czechosłowacji. Do największych przebojów grupy należą „Egy viharos éjszakán” (1972) i „Álmaidban” (1977). W 1974 roku, grupa odwiedziła Polskę i wystąpiła podczas festiwalu sopockiego. W 1978 roku zespół uległ rozwiązaniu. Szigeti zasilił grupę Karthago, Rezső Soltész grał w Oxigén, Gábor Soltész krótko w Tolcsvayék és a Trió, zaś Fonyódi związał się z formacją Pastorale.

## Dyskografia
- I. (1974)
- Corvina (album czeskojęzyczny, 1974)
- Utak előtt, utak után (1975)
- C.C.C. (1977)
- Aranyalbum (kompilacja, 1989)

## Skład zespołu
- Rezső Soltész – wokal
- Gábor Soltész – flet
- Ferenc Szigeti – gitara, syntezator
- Zsolt Makay – instrumenty klawiszowe
- Péter Fonyódi – perkusja